# Condylanthus magellanicus
Condylanthus magellanicus is een zeeanemonensoort uit de familie Condylanthidae.
Condylanthus magellanicus is voor het eerst wetenschappelijk beschreven door Carlgren in 1899.